# Список умерших в 1840 году
В этой статье представлен список известных людей, умерших в 1840 году.
- См. также: Категория:Умершие в 1840 году

## Январь
- 3 января — Патрисиу да Силва (83) — португальский куриальный кардинал, августинец.
- 6 января — Фанни Берни (87) — английская писательница.
- 10 января — Елизавета Великобританская (69) — британская принцесса из Ганноверской династии, дочь короля Георга III и Шарлотты Мекленбург-Стрелицкой; в замужестве — ландграфиня Гессен-Гомбургская.
- 11 января —
  1. Карло Франческо Басси (67) — шведский архитектор, автор проектов многих зданий в городе Турку.
  2. Камилла Петровна Ивашева (31) — жена декабриста Василия Петровича Ивашева.
  3. Епископ Никодим (род. 1786) — епископ Русской православной церкви, епископ Орловский и Севский (1828—1839).
- 16 января — Фёдор Андреевич Козен (род. 1782) — начальника IX округа путей сообщения, первый директор Училища гражданских инженеров; генерал-лейтенант.
- 21 января — Клод Жозеф Арман (75) — французский военный деятель, полковник (1807 год), барон (1808 год), участник революционных и наполеоновских войн.
- 22 января — Иоганн Фридрих Блуменбах (87) — известный немецкий анатом, антрополог и естествоиспытатель; доктор медицины, профессор.
- 31 января —
  1. Габдессалям Габдрахимов (род. 1765) — исламский религиозный деятель, второй муфтий ОМДС в 1825-40 гг.
  2. Квон Джин-и Агата (род. 1819) — святая Римско-Католической Церкви, мученица.
  3. Ли Гёнъи Агата (род. 1814) — святая Римско-Католической Церкви, мученица.
  4. Ли Ин Док Мария (род. 1819) — святая Римско-Католической церкви, мученица.

## Февраль
- 1 февраля — Ли Мун У Иоанн (род. 1810) — святой римско-католической церкви, мученик.
- 3 февраля — Игнатий Миончинский (72) — государственный деятель Речи Посполитой, сенатор-воевода Царства Польского (с 1825), сенатор-каштелян, президент (маршалек) Сената Польского королевства во время ноябрьского восстания 1830—1831 годов.
- 4 февраля — Антуан Жак Клод Жозеф Буле де ла Мёрт (78) — французский политический деятель.
- 5 февраля — Егор Иванович Лутохин (74) — вице-адмирал, член Адмиралтейств-совета.
- 6 февраля — Петер фон Болен (43) — немецкий востоковед, индолог, педагог, профессор Кёнигсбергского университета. Доктор наук. Один из пионеров санскритологии в Германии.
- 11 февраля — Иван Иванович Козлов (60) — русский поэт и переводчик эпохи романтизма.
- 13 февраля —
  1. Николя Жозеф Мезон (68) — французский военный и государственный деятель, дипломат, участник основных военных кампаний эпох Революции, Первой империи, Реставрации и Июльской монархии.
  2. Сяоцюаньчэн (31) — третья официальная супруга цинского императора Айсиньгёро Мяньнина, правившего под девизом «Даогуан».
  3. Шарль Норман (74) — французский художник, гравёр, архитектор.
- 14 февраля — Даниил Емельянович Ясновский (род. 1769) — директор Нежинской гимназии высших наук князя Безбородко.
- 15 февраля —
  1. Доменико Вивиани (67) — итальянский биолог, специалист по микологии, бриологии, ботанике, зоологии и минералогии.
  2. Семён Григорьевич Краснокутский (род. 1787 или 1788) — действительный статский советник, обер-прокурор в 1-м отделении 3-го департамента Сената, декабрист.
- 18 февраля — Елизавета Кристина Ульрика Брауншвейг-Вольфенбюттельская (93) — принцесса Брауншвейг-Вольфенбюттельская, первая супруга наследника прусского престола Фридриха Вильгельма II.
- 27 февраля — Жюль-Жозеф Годфруа (29) — французский арфист и композитор, старший брат арфиста Феликса Годфруа.

## Март
- 2 марта —
  1. Генрих Вильгельм Ольберс (81) — немецкий астроном, врач и физик.
  2. Зера Колберн (35) — вундеркинд, прославившийся умственными вычислениями.
- 3 марта —
  1. Григорий Власьевич Гречина (44) — российский математик и педагог.
  2. Ипполит Клоке (род. 1787) — французский учёный-медик.
- 4 марта — Эдмон Бюра-де-Гюржи (род. 1810) — французский писатель и драматург.
- 5 марта — Алексей Леонтьевич Ловецкий (53) — доктор медицины, ординарный профессор минералогии и зоологии, декан физико-математического факультета Московского университета, статский советник.
- 7 марта — Юхан Бергенстроле (83) — шведский генерал, участник русско-шведских войн 1788—1790 и 1808—1809 годов.
- 9 марта —
  1. Джордж Глейг (86) — британский шотландский религиозный деятель, примас Шотландской епископальной церкви.
  2. Пьер Дюпон де л’Этан (74) — французский военачальник, дивизионный генерал (1797 год), граф (1808 год), впоследствии военный министр временного правительства и Людовика XVIII (с 3 апреля по 3 декабря 1814 года).
- 11 марта — Павел Петрович Ушаков (80) — русский военный деятель, генерал-адъютант (1825), генерал-лейтенант (1826).
- 12 марта — Архиепископ Мелетий (55) — епископ Русской православной церкви, архиепископ Харьковский и Ахтырский.
- 14 марта — Арман Шарль Гильемино (66) — французский военный деятель и дипломат, дивизионный генерал (1813 год), барон (1808 год), пэр (1823 год), участник революционных и наполеоновских войн.
- 18 марта — Гаэтано Кортичелли (35) — итальянский композитор и пианист.
- 19 марта —
  1. Викентий Иванович Гечан-Гечевич (69) — российский государственный деятель, минский губернатор, сенатор; тайный советник.
  2. Гандрий Любенский (49) — лютеранский священник, серболужицкий писатель и общественный деятель. Основатель лужицкого студенческого братства «Сорабия».
  3. Томас Дэниэл (род. 1749) — британский художник-пейзажист.
- 20 марта — Жан Франсуа ван Даль (75) — фламандский художник, работавший во Франции; мастер натюрморта.
- 21 марта — Павел Иванович Кутайсов (род. 1780 или 1782) — русский придворный (камергер, гофмейстер, егермейстер), председатель Общества поощрения художников, член Государственного совета (1837).
- 23 марта — Михаил Никитич Клименко (55) — генерал-лейтенант, директор Инженерного департамента, член Военного совета.
- 28 марта — Симон Люилье (89) — швейцарский математик.
- 30 марта — Джордж Браммелл (61) — английский светский лев, законодатель моды в эпоху Регентства.
- 31 марта — Джон Уиллоуби Коул (72) — англо-ирландский пэр и политик. Он носил титул учтивости — виконт Коул с 1789 по 1803 год.

## Апрель
- 5 апреля — Лант Карпентер (59) — унитарианский пастор, отец английского естествоиспытателя Вильяма Бенджамина Карпентера.
- 6 апреля —
  1. Павел Николаевич Демидов (41) — русский предприниматель из рода Демидовых, владелец богатейших уральских чугуноплавильных заводов, в 1831—1834 гг. курский губернатор.
  2. Шарль Жозеф Кристиани (68) — французский военный деятель, бригадный генерал (1813 год), барон (1810 год), участник революционных и наполеоновских войн.
- 9 апреля — Ромуальд Богомолец (род. 1782) — градоначальник Витебска в 1812 году.
- 10 апреля — Александр Несмит (81) — британский шотландский художник.
- 12 апреля — Франц Антон фон Герстнер (43) — австрийский инженер, строитель железных дорог; стоял у истоков железнодорожного сообщения на территории Австрии и России.
- 15 апреля — Томас Друммонд (42) — шотландский армейский офицер, инженер, изобретатель «друммондова света» и государственный чиновник.
- 18 апреля — Жюльен Дежарден (40) — французский зоолог.
- 20 апреля — Карл фон Альтен (75) — ганноверский и британский генерал, участник сражения при Ватерлоо, германский государственный деятель.
- 22 апреля —
  1. Александр Диксон (62) — британский военачальник, артиллерист, участник Наполеоновских войн.
  2. Луис Фернандес де Кордоба (41) — испанский генерал и дипломат.
- 26 апреля — Томас Нокс, 1-й граф Ранфёрли (85) — ирландский пэр и политик.
- 27 апреля — Август Осипович Дезарно (род. 1788) — русский живописец и гравёр французского происхождения, баталист и портретист, академик Императорской Академии художеств.
- 29 апреля — Пьер Жан Робике (60) — французский химик, положивший начало работам по идентификации аминокислот, исследовав аспарагин в 1806 году.
- 30 апреля — Яков Максимович Андреевич (род. 1801) — подпоручик, декабрист.

## Май
- 1 мая — Джудитта Гризи (34) — итальянская оперная певица (меццо-сопрано).
- 2 мая — Варвара Ивановна Бакунина (66) — русская писательница-мемуаристка, жена М. М. Бакунина, сестра поэта П. И. Голенищева-Кутузова.
- 7 мая — Архиепископ Иннокентий (род. 1778) — епископ Русской православной церкви, архиепископ Орловский и Севский.
- 9 мая — Жозеф Ронья (63) — французский военный инженер, дивизионный генерал (1811), барон империи, писатель; во время июльской монархии пэр Франции.
- 10 мая —
  1. Катерино Альбертович Кавос (64) — итальянский и российский композитор, дирижёр, органист и вокальный педагог. Сыграл видную роль в развитии российской культуры.
  2. Энгель Кристина Вестфален (81) — немецкая писательница, поэтесса и благотворитель, стихотворные произведения которой надолго пережили автора.
- 11 мая —
  1. Иоганн Вильгельм Эдуард Д’Альтон (67) — известный анатом, гравёр и педагог XIX века.
  2. Симон Канюэль (72) — французский генерал.
- 13 мая — Леонард Йюлленхоль (87) — шведский офицер и энтомолог.
- 14 мая — Карл Альтенштейн (69) — прусский тайный статс-министр.
- 21 мая — Жан Батист Картье (74) — французский скрипач-виртуоз, композитор, музыкальный педагог и издатель музыки эпохи классицизма.
- 30 мая — Доминик Жак Де Эренс (59) — нидерландский политический, государственный и военный деятель, генерал-майор, военный министр (1 января 1830-1 октября 1834), генерал-губернатор Голландской Ост-Индии (1836—1840).

## Июнь
- 4 июня — Алексис Гроньяр (88) — французский художник и педагог.
- 6 июня —
  1. Йозеф Александер (род. 1771 или 1772) — немецкий виолончелист.
  2. Николай Владимирович Лавров (35) — русский оперный певец-баритон.
- 7 июня —
  1. Непомюсен Лемерсье (69) — французский поэт, драматург и теоретик литературы.
  2. Жан Батист Ноэль Бушот (85) — военный и политик, французский министр войны в ходе революционных войн.
- 9 июня — Джон Кокрил (49) — британский предприниматель, живший во Франции.
- 19 июня — Карл Готлоб Кюн (85) — немецкий медик и историк медицины.
- 20 июня — Пьер Дону (78) — французский политик, архивариус и историк; неизменный секретарь Академии надписей и изящной словесности; первый президент Трибуната.
- 28 июня — Генрих Клее (40) — немецкий католический богослов, толкователь Библии, который выступал против либеральных и рационалистических течений в католической мысли.
- 29 июня — Люсьен Бонапарт (65) — первый принц Канино с 1814 года, французский министр внутренних дел (1799—1800), младший брат Наполеона Бонапарта.

## Июль
- 2 июля — Богдан Теодор Яньский (33) — польский католический деятель.
- 3 июля — Иван Осипович Витт (род. 1781) — русский военачальник голландско-польского происхождения, генерал от кавалерии (21.04.1829).
- 4 июля —
  1. Карл-Фердинанд фон Грефе (53) — немецкий хирург, офтальмолог, специализировался в области пластической и реконструктивной хирургии, основатель немецкой школы ринопластики.
  2. Фридрих Карл фон Лангенау (57) — активный участник Наполеоновских войн, австрийский фельдмаршал-лейтенант (генерал-лейтенант; 1827), герой Лейцпигского сражения.
- 12 июля — Карл Фёдорович Левенштерн (69) — командующий артиллерией русской армии Отечественной войны 1812 года, генерал от артиллерии Русской императорской армии, член Военного совета Российской империи.
- 13 июля — Александр Петрович Куницын (56) —русский юрист, профессор. Действительный статский советник.
- 15 июля — Пётр Михайлович Капцевич (род. 1772) — русский генерал от артиллерии.
- 22 июля — Эрколе Дандини (80) — итальянский куриальный кардинал.
- 23 июля —
  1. Владимир Николаевич Лихарев (род. 1803) — декабрист, участник Кавказской войны, подпоручик квартирмейстерской части (1823), унтер-офицер (1840).
  2. Карл Блехен (41) — немецкий художник, представитель романтизма в живописи.
- 24 июля — Аполлон Степанович Жемчужников (75) — русский генерал-лейтенант, участник войн с Наполеоном и Туркестанских походов.
- 28 июля — Джон Джордж Лэмбтон (48) — британский государственный деятель от партии вигов, генерал-губернатор и верховный комиссар в британской Северной Америке.
- 30 июля — Жан-Жозеф Жакото (70) — французский педагог.
- 31 июля — Нахман Крохмал (55) — религиозный философ, теолог, писатель, ранний деятель движения Гаскала.

## Август
- 8 августа — Жан Дьёдонне Лион (68) — французский военный деятель, генерал-лейтенант (7 сентября 1815 года), барон Лион и Империи (15 августа 1809 года), участник революционных и наполеоновских войн.
- 18 августа — Антони Кристиан Винанд Старинг (73) — голландский писатель и поэт-романтик.
- 22 августа — Пётр Александрович Бестужев (37) — декабрист, брат декабристов Александра Александровича, Николая Александровича и Михаила Александровича Бестужевых.
- 24 августа — Григорий Иванович Карташевский (62) — русский педагог, попечитель Белорусского учебного округа; в последний год жизни — сенатор.
- 25 августа — Карл Лебрехт Иммерман (44) — немецкий писатель.
- 26 августа — Валерий Генрих Камёнко (73) — российский католический деятель.
- 27 августа —
  1. Герман Ведель-Ярлсберг (60) — норвежский государственный деятель. Министр финансов Норвегии (1814—1822). Президент стортинга (1824, 1827, 1828, 1830). Генерал-губернатор Норвегии (1836—1840).
  2. Михаил Демьянович Лаппа (41) — декабрист, подпоручик лейб-гвардии Измайловского полка.
- 28 августа — Эдуард Давыдович Коллинс (49) — математик Российской империи XIX века, ординарный академик Петербургской академии наук. Директор Петришуле.
- 30 августа —
  1. Иннокентий (род. 1789) — архимандрит Русской православной церкви.
  2. Ян Дамель (род. 1780) — белорусско-польско-литовский художник первой половины XIX века. Представитель классицизма.
- 31 августа — Фёдор Васильевич Будберг (61) — участник Русско-турецкой войны и Отечественной войны 1812 года.

## Сентябрь
- 1 сентября — Николя Жиро (89) — мэр Нового Орлеана в 1812—1815 годах.
- 2 сентября — Франц Юлиус Фердинанд Мейен (36) — немецкий ботаник, анатом растений, с 1834 — профессор ботаники в Берлинском университете.
- 5 сентября — Этьен Николя Лефоль (75) — французский военный деятель, дивизионный генерал (1813 год), барон (1808 год), участник революционных и наполеоновских войн.
- 7 сентября — Луис до Рего Баррето (62) — военнослужащий и португальский колониальный администратор, отличившимся в борьбе против французского вторжения.
- 15 сентября — Мария Беатриче Савойская (47) — принцесса Савойского дома, дочь сардинского короля Виктора Эммануила I, жена моденского герцога Франциска IV. Дама Благороднейшего ордена Звёздного креста.
- 16 сентября — Пауль Рудольф фон Бильгер (24) — один из сильнейших немецких шахматистов 1830-х, один из основателей Берлинской шахматной школы.
- 18 сентября — Иоганн Георг Леберехт фон Рихтер (77) — немецкий лютеранский священник. Генерал-суперинтендент Курляндского консисториального округа (1833—1840).
- 20 сентября — Хосе Гаспар Родригес де Франсия (74) — парагвайский политик и государственный деятель, многолетний диктатор страны.
- 22 сентября —
  1. Августа София Великобританская (71) — шестой ребёнок и вторая дочь короля Великобритании Георга III и Шарлотты Мекленбург-Стрелицкой.
  2. Анна Листер (49) — состоятельная землевладелица из Йоркшира, мемуаристка, альпинистка и путешественница.
- 24 сентября — Уильям Гарроу (80) — британский барристер, политик и судья, известный непрямыми реформами адвокатской системы.
- 25 сентября — Жак Макдональд (74) — герцог Тарентский, маршал Империи и пэр Франции.
- 29 сентября — Иван Борисович Абрамов (род. 1802) — декабрист.

## Октябрь
- 1 октября — Пааво Корхонен (65) — финский народный поэт.
- 4 октября — Клод Эммануэль Д’Аркур д’Олонд (66) — французский политический деятель и публицист.
- 7 октября — Петер Жозеф Крае (82) — немецкий архитектор.
- 12 октября — Жанна Филиберта Леду (род. 1767) — французский живописец, портретистка, ученица Жана-Батиста Грёза.
- 17 октября — Иосиф Карлович Бернардацци (51) — российский архитектор родом из Швейцарии, первый архитектор Пятигорска и Кисловодска, брат Иоганна Карловича (Джованни-Баттисты) Бернардацци.
- 18 октября — Пьер Гардель (82) — французский танцор и балетмейстер.
- 22 октября —
  1. Генри Ричард Вассалл-Фокс (66) — английский государственный деятель, биограф и переводчик; член Лондонского королевского общества.
  2. Иоганн Непомук фон Ностиц-Ринек (72) — австрийский кавалерийский военачальник, фельдмаршал-лейтенант (генерал-лейтенант; 1809).
- 24 октября — Карл-Август фон Малхус (70) — германский политический и государственный деятель, политолог.
- 26 октября —
  1. Льюис Александр Грант-Огилви (73) — шотландский дворянин, 24-й глава клана Грант.
  2. Николас Эйлуорд Вигорс (род. 1785) — ирландский зоолог и политический деятель, известен прежде всего как автор около 40 работ по изучению птиц.
  3. Пётр Борисович Козловский (род. 1783) — русский писатель и дипломат, шурин поэта М. С. Кайсарова, дядя композитора А. С. Даргомыжского.
- 28 октября — Степан Иванович Миницкий (74) — военный и государственный деятель Российской империи, вице-адмирал, военный губернатор Олонецкой, Вологодской и Архангельской губерний.
- 30 октября — Луи Франсуа Демонжен (82) — французский военный деятель, командир эскадрона (1799 год), шевалье (1809 год), участник революционных и наполеоновских войн.

## Ноябрь
- 2 ноября — Юзеф Доминик Коссаковский (69) — военный и государственный деятель Великого княжества Литовского, последний ловчий великий литовский (1794—1795), посол Четырёхлетнего сейма, член Тарговицкой конфедерации (1792), полковник польской армии.
- 5 ноября — Кхарак Сингх (39) — 2-й второй махараджа Сикхской империи в Пенджабе.
- 6 ноября — Нау Нихал Сингх (19) — 3-й махараджа Сикхской империи в Пенджабе (1839—1840).
- 12 ноября — Габриэль Лори (77) — швейцарский художник-пейзажист, рисовальщик, акварелист, гравёр, мастер офорта и литограф. Отец художника Габриэля Лори Младшего.
- 18 ноября — Николя Леонар Бекер (70) — французский военный деятель, дивизионный генерал (24 декабря 1805 года), граф Монс и Империи (декрет от 19 марта 1808 года, патент подтверждён в июне 1808 года), участник революционных и наполеоновских войн.
- 20 ноября — Людвик Богуславский (67) — польский военачальник, генерал бригады, участник Польского восстания 1830—1831 годов.
- 23 ноября — Луи Габриэль Амбруаз Бональд (86) — французский философ, родоначальник традиционализма, активный политический деятель периода Реставрации.
- 24 ноября — Корнелис Крайенгоф (81) — голландский генерал, картограф, военный министр Голландии.
- 26 ноября — Карл фон Роттек (65) — баденский политик, историк, правовед либеральных взглядов.
- 28 ноября —
  1. Мишель Сильвестр Брайе (70) — французский военный деятель, дивизионный генерал (1813), граф (1815), участник революционных и наполеоновских войн.
  2. Томас Линдсей Уиллмен (род. 1784) — британский кларнетист и бассетгорнист немецкого происхождения.
- 30 ноября — Йозеф Иоганн Литров (59) — австрийский астроном чешского происхождения, отец Карла Литрова и Генриха Литрова.

## Декабрь
- 1 декабря — Жан-Пьер Гранже (61) — французский художник-неоклассик. Портретист, исторический живописец, автор мифологических полотен и картин сакрального сюжета.
- 8 декабря — Алексей Фёдорович Малиновский (78) — крупный русский археограф, сенатор, главный управляющий Московским архивом Коллегии иностранных дел.
- 11 декабря — Томохито (69) — 119-й правитель в истории Японии.
- 12 декабря — Сальваторе Карделли (67) — итальянский гравёр, многие годы работавший в России.
- 13 декабря — Луи Шарль де Лабурдонне (род. 1795) — французский шахматист. Внук Бертрана Франсуа Маэ де Лабурдонне.
- 15 декабря —
  1. Иньяцио Алессандро Коцио (85) — итальянский аристократ, историк, коллекционер струнных музыкальных инструментов и исследователь кремонской скрипичной традиции.
  2. Софи Доз (50) — английская авантюристка, любовница, наследница и возможная убийца последнего принца Конде.
- 16 декабря — Иоганн Фридрих Абегг (75) — немецкий священник и богослов, профессор богословия в Гейдельбергском университете.
- 18 декабря — Василий Романович Марченко (57) — русский государственный деятель, личный секретарь Александра I, действительный тайный советник (06.12.1840).
- 19 декабря — Феликс Гранди (63) — сенатор США от штата Теннесси, 13-й генеральный прокурор США.
- 20 декабря —
  1. Клеопатра Ильинична Лобанова-Ростовская (49) — фрейлина двора (1809), вторая наследница огромного состояния братьев Безбородко, жена князя А. Я. Лобанова-Ростовского.
  2. Осип Осипович Дюгамель (72) — лифляндский губернатор, тайный советник (05.11.1827), сенатор.
- 23 декабря — Жан-Луи Риште (71) — французский военный деятель, генерал-лейтенант (1827 год), барон (1809 год), участник революционных и наполеоновских войн.
- 24 декабря — Фридрих Вилькен (63) — немецкий историк, профессор в Гейдельберге и Берлине.
- 27 декабря — Иньяс Бодино (64) — французский военный деятель, полковник (1809 год), барон (1811 год), участник революционных и наполеоновских войн.

## Дата неизвестна или требует уточнения
- Абдулла Паша Джанизаде (род. 1782) — азербайджанский поэт.
- Адам Белькевич (род. 1796) — учёный-медик, проректор анатомикума Виленского университета и профессор Виленского университета.
- Аделаида-Изабелла-Жанна-Вивьен Рошель-де-Бреси (род. 1771) — французская писательница.
- Айзек Уэбб (род. ?) — американский судостроитель, путешественник, основатель и главный совладелец судостроительной верфи «Isaac Webb & Co.» в Нью-Йорке.
- Алексей Никитич Акутин (род. 1783) — русский архитектор.
- Андрей Антонович Адеркас (род. 1770) — генерал-лейтенант, генерал-квартирмейстер.
- Андрей Заимис (род. 1791) — один из деятелей греческой революции 1821—28 годов, во время которой принадлежал к наиболее уважаемым членам городской партии «порядка».
- Антон Карлович Криденер (род. 1766) — действительный статский советник, русский государственный деятель.
- Ашуг Муса (род. 1795) — азербайджанский ашуг.
- Булат-хаджи (род. ?)— наиб Ауховского округа в 1840 году. Известный ученый-просветитель в Дагестане и государственный деятель Имамата.
- Ваассила Киелевяйнен (род. 1755) — карельский сказитель, рунопевец.
- Вада Ясуси (род. 1787) — японский математик периода Эдо.
- Василий Дмитриевич Власов (род. 1756) — русский кораблестроитель, корабельный мастер.
- Даниэл Уилер (род. 1771) — квакер-миссионер, мелиоратор Шушар и района Охты.
- Дингаан (род. 1795) — инкоси (верховный правитель) зулусов в 1828—1840 годах.
- Ермолай Иванович Есаков (род. 1790) — русский художник, пейзажист и баталист, академик Императорской Академии художеств.
- Жак-Жерар Мильбер (род. 1766) — французский художник и натуралист.
- Зарнигяр Дербендли (род. ?) — азербайджанская женщина-ашуг.
- Иван Иванович Фалконий (род. 1757) — генерал-майор корпуса инженеров путей сообщения.
- Иван Никитич Глухарёв (род. 1809) — русский писатель, поэт. Автор нескольких исторических романов, издатель ряда второстепенных литературных альманахов 1830-х годов.
- Иван Петрович Кульнев (род. 1765) — русский генерал-майор, герой Отечественной войны 1812 года, командующий правым флангом русских войск в первом Полоцком сражении, в 1813—1815 годах — комендант Данцига.
- Иван Фёдорович Богданович (род. 1784) — русский военачальник, генерал-лейтенант, топограф и сенатор.
- Исидор Красинский (род. 1774) — польский и французский военачальник, русский генерал от инфантерии, участник ноябрьского восстания 1830 года, военный министр Национального правительства повстанцев.
- Касым-султан (род. 1765) — казахский султан, сын Абылай-хана, участник национально-освободительного движения казахов против Российской империи.
- Кемине (род. 1770) — туркменский поэт, мастер поэтической сатиры.
- Манто Маврогенус (род. 1796) — национальная героиня Греции, участница войны за освобождение, отдавшая всё своё состояние на борьбу с Османской империей.
- Мануэл Франсиску дус Анжус Феррейра (род. 1784) — один из руководителей восстания «Балаяда» в бразильском штате Мараньян (1838—1841).
- Марк Александрович Нечаев (род. ?) — русский военный врач, писатель.
- Михаил Иванович Каховский (род. 1788) — гражданский губернатор Слободско-Украинской губернии (1829—1833). Действительный статский советник.
- Мирза Мухаммед Керим-бек Кебирли (род. 1779) — азербайджанский поэт, член бекского рода Ахвердиевых.
- Мухаммедкули-хан Карадагский (род. ?) — яркий представитель племени Тохмаглы, входящим в племенное объединение Устаджлы.
- Николай Константинович Лико (род. ?) — штабс-капитан Черноморского линейного № 5 батальона, герой Кавказской войны.
- Николай Родионович Мамышев (род. 1777) — горный инженер, член-корреспондент Горного учёного комитета, металлург, писатель.
- Павел Иванович Арсеньев (род. 1770) — русский военачальник, генерал-лейтенант.
- Томаш Жицкий (род. 1783) — математик, профессор алгебры Виленского университета (1807—1817).
- Франсиско Ортис де Окампо (род. 1771) — южноамериканский военный и политик.
- Франсуа Жозеф Дизи (род. 1780) — композитор и арфист-виртуоз.
- Христиан Рудольф Вильгельм Видеманн (род. 1770) — немецкий энтомолог, натуралист, историк и врач, профессор. Внёс большой вклад в изучение Двукрылых, также исследовал Hymenoptera и Coleoptera.
- Яков Акимович Драгоманов (род. 1801) — декабрист, прапорщик Полтавского пехотного полка, дядя историка Михаила Петровича Драгоманова, двоюродный дед Леси Украинки, брат П. А. Драгоманова.
- Яков Васильевич Коковин (род. 1787) — русский мастер-камнерез.